# 리투아니아현
리투아니아현(러시아어: Литовская губерния)은 1796년부터 1802년까지 존재했던 러시아 제국의 현으로 현도는 빌뉴스(빌나)이다. 현재의 리투아니아, 벨라루스에 걸쳐 있었다. 1802년 빌나현, 그로드노현으로 분리되면서 폐지되었다.